# Robert Kuttner
Pour les articles homonymes, voir Kuttner.
Robert Kuttner, né le 17 avril 1943 à New York, est un journaliste, écrivain et économiste américain. Il est aussi le cofondateur, et coéditeur en 2008, du magazine The American Prospect fondé en 1990 et qui se veut une « source de référence sur les idées libérales ». Kuttner a été chroniqueur pendant 20 ans pour BusinessWeek et continue de rédiger des chroniques pour The Boston Globe.

## Biographie

### Formation
Kuttner est diplômé du Oberlin College, de l'université de Californie à Berkeley et de la London School of Economics.
À différents moments de sa carrière, il a enseigné à l'université Brandeis, à l'université du Massachusetts à Amherst et à la John F. Kennedy School of Government de l'université Harvard. Il a aussi été un John F. Kennedy Fellow à l'Université Harvard, un Woodrow Wilson Fellow à UC Berkeley, un Guggenheim Fellow et un Radcliffe Public Policy Fellow.
Il a reçu un diplôme honorifique du Swarthmore College.

### Journaliste et éditeur
Kuttner a rédigé, comme journaliste, chroniqueur ou éditeur, pour différents périodiques nationaux américains tout au long de sa carrière.
En plus de son travail au Pacifica Radio, il avait sa chronique à propos de Washington, DC dans Village Voice, était éditeur économique pour The New Republic et faisait partie du personnel national du Washington Post. De 1984 à 2005, il était l'un des cinq chroniqueurs de la section Economic Viewpoint de BusinessWeek. Il est chroniqueur pour The Boston Globe depuis 1985.

### Écrivain
Kuttner est l'auteur de plusieurs ouvrages sur l'économie américaine, sur la valeur économique de l'emploi, ainsi que la promotion d'une politique économique moins libérale aux États-Unis. Il a rédigé Everything For Sale: The Virtues and Limits of Markets, The End of Laissez-Faire, The Life of the Party et The Squandering of America: How the Failure of Our Politics Undermines Our Prosperity (Knopf, 2007). Dans un ouvrage publié en 2008, Obama's Challenge: America's Economic Crisis and the Power of a Transformative Presidency, il présente différentes options qui s'offre à Barack Obama de transformer la politique américaine.

### Services pour le gouvernement
En plus d'exprimer son opinion sur la politique américaine dans différents médias, Kuttner a occupé différents postes à l'intérieur du gouvernement fédéral américain, incluant un poste d'investigateur pour le United States Senate Committee on Banking, Housing, and Urban Affairs et comme Executive Director dans la National Commission on Neighborhoods pendant la présidence de 
Jimmy Carter.